# 笙の川
笙の川（しょうのかわ）は、福井県敦賀市を流れる笙の川水系の本流で、二級河川。

## 地理
敦賀市東部の池の河内湿原に源を発し、東部の山地をほぼ時計回りに一周。「し」の字を逆に辿るように流れる。途中疋田からは北陸本線に並行するように流れ、敦賀市街西部を北流して敦賀湾（敦賀港）に注ぐ。

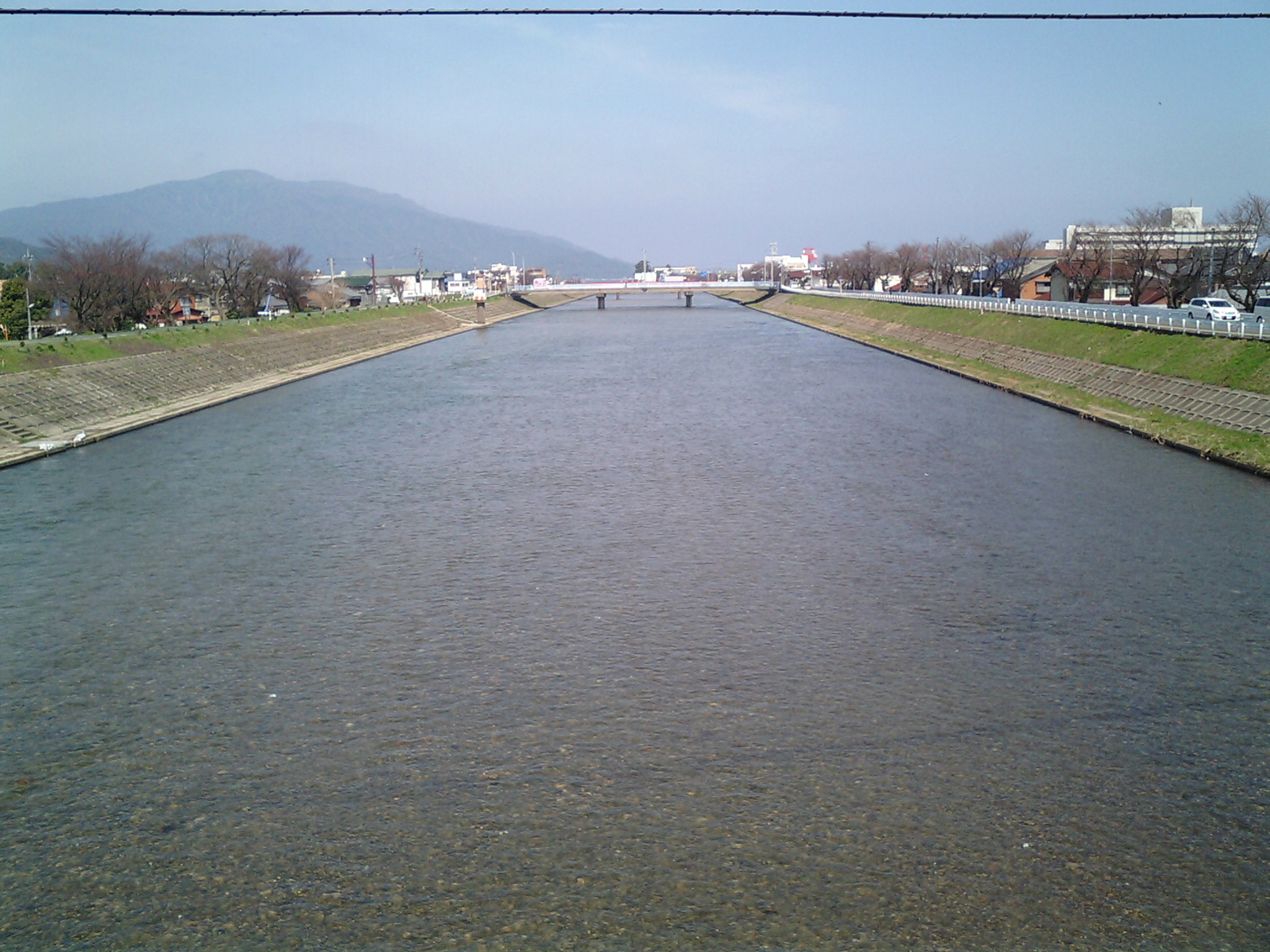
下流の橋から河口を望む

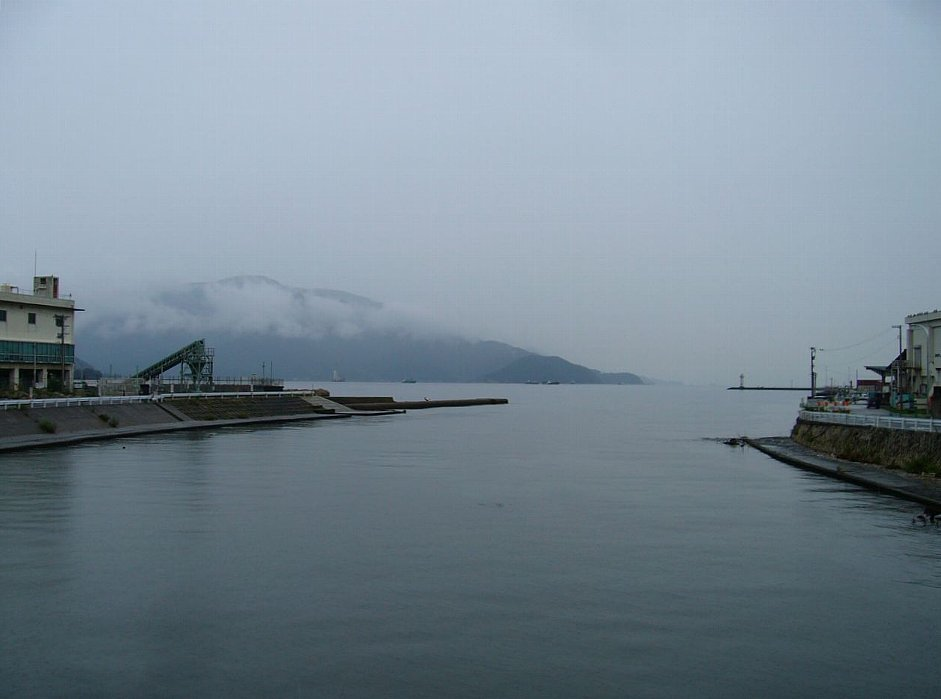
河口と敦賀湾

川の名前は、中流域の細竹が笙を作るのに用いられたことから来ている。
古くからこの笙の川を介して琵琶湖と敦賀湾を結ぶ運河構想があった。特に江戸時代、北国諸藩と畿内とのバイパスとして発展するも河村瑞賢により西廻海運が刷新されてからは衰退し、また物理的経済的問題もあり結局実現はしなかった。しかし運河構想の過程で疋田までの河川整備はたびたび行われ、川舟を使った運漕が盛んに行われていたようだ。明治維新に入り鉄道が開通したことで運漕は消滅する。
1934年（昭和9年）には下流部の運河化が竣工している。下流の堤防上は道路があり道路の脇には桜並木がある。春には花見の地元スポットとなる。下流付近の水深は浅く橋の上から川底がうっすら見える程度で、特に夏季猛暑になると水量減少で川底が露出することがある。しかし堤防が現在のように整備される前は、しばしば下流（特に川の西側）で水があふれることがあった。これは堤防の高さが足りなかったために起こったものであり、決壊したわけではない。現在でも雨が降ると川が濁り、コンクリートの岸壁は見えなくなるときがある。

## 流域の自治体
福井県
敦賀市

## 支流
- 刀根川
- 五位川
- 木の芽川
- 奥麻生川
- 黒河川
- 小河川